# Annie (film fra 2014)
 For alternative betydninger, se Annie. (Se også artikler, som begynder med Annie)
Annie er en amerikansk musical-komediefilm fra 2014, instrueret af Will Gluck, produceret af Village Roadshow Pictures og James Lassiters Overbrook Entertainment og distribueret af Columbia Pictures. Det er en moderne filmatisering af Broadway-musicalen af samme navn fra 1977 (som igen er baseret på tegneserien Lille forældreløse Annie' af Harold Gray). Filmen ændrer omgivelserne fra Den Store Depression til nutiden. Det er den anden genindspilning og den tredje filmatisering af musicalen efter teaterfilmen fra 1982 med Carol Burnett og Albert Finney i hovedrollerne og tv-filmen fra 1999 med Kathy Bates og Victor Garber i hovedrollerne. Filmen har Quvenzhané Wallis i titelrollen, Jamie Foxx, Rose Byrne, Bobby Cannavale og Cameron Diaz (i sin sidste filmrolle før hun gik på pension). Annie begyndte produktionen i august 2013 og fik biografpremiere den 19. december 2014. Filmen fik generelt negative anmeldelser; Rotten Tomatoess konsensus siger, at den "kvæler sine sympatiske skuespillere under klichéer, sødme og en usmagelig materialisme". Den indtjente 133,8 millioner dollars mod et budget på mellem 65-78 millioner dollars.